# Melanitis ponapensis
Melanitis ponapensis är en fjärilsart som beskrevs av Mathew. Melanitis ponapensis ingår i släktet Melanitis och familjen praktfjärilar. Inga underarter finns listade i Catalogue of Life.